# Академічне веслування на літніх Олімпійських іграх 1948
Змагання з академічного веслування на літніх Олімпійських іграх 1948 року проводилися лише серед чоловіків. Вони тривали з 5 по 9 серпня 1948 року.
Наймолодшим учасником змагань був британець Девід Вокер (16 років 57 днів), найстарішим — норвежець Сігер Монсен (45 років 300 днів).

## Учасники змагань
Участь у змаганнях всього взяли 310 веслувальників з 27 країн світу:
- Аргентина (26)
- Австралія (8)
- Австрія (7)
- Бельгія (4)
- Бразилія (2)
- Велика Британія (26)
- Греція (8)
- Данія (25)
- Єгипет (1)
- Ірландія (9)
- Іспанія (1)
- Італія (26)
- Канада (11)
- Куба (5)
- Нідерланди (6)
- Норвегія (14)
- ПАС (5)
- Португалія (14)
- США (26)
- Угорщина (9)
- Уругвай (3)
- Фінляндія (5)
- Франція (22)
- Чехословаччина (4)
- Швеція (3)
- Швейцарія (19)
- Югославія (21)

## Медальний залік
78 спортсменів з 9 країн вибороли по одній олімпійській медалі.
| Місце | Країна          | Золото | Срібло | Бронза | Загалом |
| ----- | --------------- | ------ | ------ | ------ | ------- |
| 1     | Велика Британія | 2      | 1      | 0      | 3       |
| 2     | США             | 2      | 0      | 1      | 3       |
| 3     | Данія           | 1      | 2      | 1      | 4       |
| 4     | Італія          | 1      | 1      | 2      | 4       |
| 5     | Австралія       | 1      | 0      | 0      | 1       |
| 6     | Швейцарія       | 0      | 2      | 0      | 2       |
| 7     | Уругвай         | 0      | 1      | 1      | 2       |
| 8     | Угорщина        | 0      | 0      | 1      | 1       |
| 8     | Норвегія        | 0      | 0      | 1      | 1       |

## Медалісти
| Дисципліна                       | Золото | Срібло | Бронза |
| -------------------------------- | --- | --- | --- |
| Одинарні                         | Мервін Вуд | Едуардо Ріссо | Ромоло Катаста |
| Двійки парні                     | Річард Бернел Бертрам Бушнел                                                                                    | Еббе Перснер Ог Ларсен                                                                                                  | Вільям Джонс Хуан Родрігес |
| Двійки розпашні без стернового   | Джон Вілсон Рен Лорі                                                                                            | Ганс Кальт Йозеф Кальт                                                                                                  | Феліче Фанетті Бруно Боні |
| Двійки розпашні зі стерновим     | Фін Підерсен Те Генріксен Карл-Ебе Андерсен                                                                     | Джовані Стеффе Альдо Тарлао Альберто Раді                                                                               | Антал Шенді Бела Житнік Роберт Зімоні                                                                                                  |
| Четвірки розпашні без стернового | Джузеппе Мойолі Еліо Моріллє Джовані Інвернідзі Франческо Фаджі                                                 | Гельє Гельк'я Аксель Боне Генсен Гельє Муксол Скройдер Іб Сторм Ларсен                                                  | Фрек Кінгсбері Сту Гріффін Грег Гейтс Роберт П'юреу                                                                                    |
| Четвірки розпашні зі стерновим   | Ворен Вестлунд Боб Мартін Боб Віл Горді Джованеллі Ален Морган                                                  | Рудольф Райхлінг Еріх Шрівер Еміль Кнешт Пітер Стеблер Андре Моккон                                                     | Ерік Ларсен Бйорг Рагауч Нільсен Генрі Ларсен Гаррі Кнудсен Іб Оульсен                                                                 |
| Вісімки                          | Ієн Тернер Девід Тернер Джеймс Гарді Джордж Алгрен Ллойд Батлер Девід Браун Джастас Сміт Джон Стек Ральф Парчас | Крістофер Бартон Майкл Лапедж Гай Річардсон Ернест Берчер Пол Мессі Чарлз Ллойд Джон Мейрік Альфред Меллоуз Джек Дерлав | Крістофер Лепсое Торштайн Крьокінес Ганс Гансен Галфдан Гран Ульсен Гаральд Крьокінес Ляйф Несс Тур Педерсен Карл Монсен Сігурд Монсен |